# Mister Magoo (série télévisée d'animation)
Pour l’article homonyme, voir Mister Magoo.
Mister Magoo est une série télévisée d'animation américaine en 184 épisodes de 22 minutes créée par Jack Kinney Productions et Larry Harmon Pictures, et diffusée en trois séries différentes : 
- 131 épisodes de Mister Magoo entre le 7 novembre 1960 et le 28 août 1961 sur le réseau NBC
- 26 épisodes de The Famous Adventures of Mister Magoo entre le 19 septembre 1964 et le 24 avril 1965 sur NBC
- 16 épisodes (32 segments) de What's New, Mr. Magoo? du 10 septembre au 24 décembre 1977 sur le réseau CBS.

La deuxième série, Les Aventures célèbres de Monsieur Magoo (The Famous Adventures of Mister Magoo), a été doublée au Québec et diffusée à partir du 7 février 1970 à la Télévision de Radio-Canada ; en France, dès 1973 sur la Troisième chaîne couleur de l'ORTF puis rediffusée en 1975 et 1977 sur TF1 dans l'émission Les Visiteurs du mercredi puis en 1981 sur Antenne 2, en 2003 sur Ciné Family et sur France 5 dans Zouzous depuis le 28 mars 2012. 
La troisième série, Quoi de neuf, Mister Magoo ? (What's New, Mr. Magoo?), a été diffusée à partir de 1978 ; elle est régulièrement rediffusée depuis.

## Genèse et production
Avant qu'il devienne le héros d'une série télévisée, Mister Magoo apparaît d'abord au cinéma dans de courts dessins animés, de 1949 à 1959, récompensés par deux Oscars.
Trois séries télévisées distinctes seront produites par la suite : 
- 1960-1961 : Mister Magoo (The Mr. Magoo Show)
 130 épisodes de cinq minutes produits par les studios UPA.

- 1964-1965 : Les Aventures célèbres de Monsieur Magoo (The Famous Adventures of Mr. Magoo)
 26 épisodes de 30 minutes produits par les studios UPA et diffusés sur le réseau NBC. Monsieur Magoo y incarne un héros célèbre différent dans chaque épisode (Frankenstein, Moïse, Le Comte de Monte-Cristo, Robin des Bois, etc.).

- 1977 : Quoi de neuf, Mister Magoo ? (What's New Mister Magoo ?)
 32 épisodes produits par les studios DePatie-Freleng dans lesquels apparaît Barker (McBarker en VO), le petit chien bouledogue de M. Magoo, qui parle.

- 2019 : Mr. Magoo (série d'animation) par les studios Xilam avec 78 épisodes.

## Synopsis
Mister Magoo est un vieux petit monsieur chauve très digne mais myope comme une taupe. N'ayant pas conscience qu'il a besoin de lunettes, il se met dans des situations dangereuses et provoque, à son insu, des catastrophes dont il sort toujours indemne.

## Fiche technique
- Titre original : Mister Magoo
- Titre français : Mister Magoo, Les Aventures célèbres de Monsieur Magoo et Quoi de neuf, Mister Magoo ?
- Production : Jack Kinney Productions, Larry Harmon Pictures
- Réalisateur :
- Scénariste : Dick Shaw
- Musique : Shorty Rogers, Frank Comstock, George Bruns, Dean Elliott
- Sociétés de production : UPA, DePatie-Freleng
- Pays d'origine : États-Unis
- Langue : anglais
- Nombre d'épisodes : 184
- Durée :
- Dates de première diffusion :  États-Unis : 1960

## Distribution

### Voix québécoises et françaises
- Ronald France : Monsieur Magoo (1re série)
- Jean-Claude Robillard : Monsieur Magoo (2e série)
- Roger Carel : Mister Magoo (3e série)
- Eric Legrand : le neveu de Magoo (3e série)
- Inconnu : Barker le chien (3e série)
- Roger Lumont : divers méchants
- Claude Chantal : voix diverses

 Source et légende : version québécoise (VQ) sur Doublage.qc.ca

### Voix originales
- Jim Backus : Mister Magoo
- Jerry Hausner : Waldo, le neveu de Mister Magoo
- Benny Rubin : Charlie, le serviteur chinois de Mister Magoo.

## Adaptation
- Mr. Magoo, film américain de 1997 avec Leslie Nielsen dans le rôle-titre.

## Épisodes

### sérieMister Magoo
Note : titre français inconnus 
1. Magoo's Bear
2. Military Magoo
3. Mis-Guided Missile
4. Base on Bawls
5. Magoo Gets His Man
6. Magoo's Buggy
7. Martian Magoo
8. Pet Sitters
9. Thin Skinned Diver
10. A Day at the Beach
11. Fish 'n Tricks
12. Robinson Crusoe Magoo
13. Beatnik Magoo
14. Magoo's Jackpot
15. Masquerader Magoo
16. Top the Music
17. Eagle Eye Magoo
18. Fox Pass
19. The Billionaire
20. Mother's Cooking
21. People are a Scream
22. Who's Lion
23. Double Trouble Double Trouble
24. Mother's Little Helper
25. Top Pro Magoo
26. Beau Jest[4]
27. Bring 'Em Back Waldo
28. Trees a Crowd
29. Shotgun Magoo
30. The Real McGoys[5]
31. This is the Life
32. Night Club Magoo
33. Sing Sing Fling
34. South Pacific Potluck
35. From Here to Fraternity[6]
36. High and Flighty
37. Rassle Hassle
38. Go West Magoo
39. The Reunion
40. The Vacuum Caper
41. Insomniac Magoo
42. Requiem for a Bull
43. Saddle Battle
44. Hermits Hideaway
45. High Spy Magoo
46. Soft Shoe Magoo
47. Cuckoo Magoo
48. Fuel in the Sun[7]
49. Indoor Outing
50. Life Can Be Miserable
51. Lost Vegas
52. Magoo's Icebox
53. Footloose Moose
54. Lady in Black
55. Riding Hood Magoo
56. Robin Hood Magoo
57. Teenage Magoo
58. The Record Breakers
59. Green Thumb Magoo
60. Lionhearted Magoo
61. Magoo meets Frankenstein
62. First Aid Magoo
63. Magoo And the Beanstalk
64. Magoo's Western Exposure
65. Bar-B-Q Magoo
66. Magoo Meets McBoing Boing
67. Magoo's Gorilla Friend
68. Buccaneer Magoo
69. Decorator Magoo
70. Magoo's Dutch Treat
71. Cast Iron Magoo
72. Foxy Magoo
73. Marshal Magoo
74. Maestro Magoo
75. Night Fright
76. Nothing but the Tooth
77. Tycoonland
78. Angler Magoo
79. Food Feud
80. Ten Strike Magoo
81. Magoo's Birthday Cake
82. Marko Magoo
83. Three Ring Magoo
84. Campaigner Magoo
85. Magoo's Last Stand
86. Magoo's Pets
87. Dangerous Dan Magoo
88. Fire Chief Magoo
89. Hamlet on Rye
90. Chug Chug Magoo
91. Safety Magoo
92. Sno Ball Magoo
93. Magoo's House Boy
94. Magoo's Vacuum Cleaner
95. Slim Trim Magoo
96. Goo Goo Magoo
97. Magoo's Dog
98. Prince Charming Magoo
99. Gasser Magoo
100. Magoo's Caesar Solid
101. Magoo's Goal Post
102. Buffalo Magoo
103. Cupid Magoo
104. Hunter Magoo
105. Gangbuster Magoo
106. Goldilocks Magoo
107. Magoo's Hamster
108. Magoo and Cholly
109. Magoo's Safari Trail
110. Magoo's TV Set
111. Magoo's Gnu
112. Perils of Magoo
113. Tut Tut Magoo
114. Fixit Magoo
115. Hula Magoo
116. Speedway Magoo
117. Composer Magoo
118. Magoo Goes Shopping
119. Short Order Magoo
120. Magoo at Blithering Heights
121. Magoo's Surprise Party
122. Piggy Bank Magoo
123. Cyrano Magoo
124. Magoo's Roof Goof
125. Yatchsman Magoo
126. Muscles Magoo
127. Private Eye Magoo
128. Who's Zoo Magoo
129. Choo Choo Magoo
130. Digger Magoo
131. Skipper Magoo

### sérieLes Aventures célèbres de Monsieur Magoo
1. Titre français inconnu (Mr. Magoo's Christmas Carol)[9]
2. Guillaume Tell (Mr. Magoo's Willam Tell)
3. L'Île au trésor (Mr. Magoo's Treasure Island) 2 épisodes
4. Gunga Din (Mr. Magoo's Gunga Din)
5. Moby Dick (Mr. Magoo's Moby Dick)
6. Les Trois Mousquetaires (Mr. Magoo's The Three Musketeers) 2 épisodes
7. Robin des Bois (Mr. Magoo's Robin Hood) 4 épisodes
8. Don Quichotte (Mr. Magoo's Don Quixote de la Mancha) 2 épisodes
9. Cyrano de Bergerac (Mr. Magoo's Cyrano de Bergerac)
10. Blanche-Neige (Mr. Magoo's Litlle Snow White) 2 épisodes
11. Rip Van Winkle (Mr. Magoo's Rip Van Winkle)
12. Dick Tracy (Mr. Magoo's Dick Tracy and the Mob)
13. Le Songe d'une nuit d'été (Mr. Magoo's Midsummer's Night Dream)
14. Le Comte de Monte-Cristo (Mr. Magoo's The Count of Monte Cristo)
15. Frankenstein (Mr. Magoo's Doctor Frankenstein)
16. Capitaine Kidd (Mr. Magoo's Capitain Kidd)
17. L'Arche de Noé (Mr. Magoo's Noah's Ark)
18. Sherlock Holmes (Mr. Magoo's Sherlock Holmes)
19. Le Roi Arthur (Mr. Magoo's King Arthur)
20. Paul Revere (Mr. Magoo's Paul Revere)
21. Oncle Sam (Uncle Sam Magoo)

### sérieQuoi de neuf Mr. Magoo?
1. Titre français inconnu / Mr. Magoo au concert (Baby Sitter Magoo / Mr. Magoo's Concert)
2. Titres français inconnus (Motorcycle Magoo / Who's Zoo, Magoo?)
3. Titres français inconnus (Lion Around, Magoo / Unglued Magoo)
4. Titres français inconnus (Magoo's Monster Mansion / Mountain Man Magoo)
5. Titres français inconnus (Caveman Magoo / Museum Magoo)
6. Titres français inconnus (A Magoo Bagatelle / Tut Tut, Magoo)
7. Titres français inconnus (Choo Choo, Magoo / For the Birds, Magoo)
8. Magoo et les voisins / Magoo et le kidnappeur (Good Neighbor Magoo / Kidnap Caper Magoo)
9. Magoo et la sorcière / Magoo en croisière (Boo, Magoo! / Magoo's Yacht Party)
10. Titre français inconnu / Magoo gagne une pizza (Come Back, Little McBarker / Magoo's Pizza)
11. Magoo et la ruée vers l'or / Magoo et la fontaine de jouvence (Gold Rush, Magoo / Magoo's Fountain of Youth)
12. Titres français inconnus (Miniature Magoo / Roamin's Magoo)
13. Mic Barker, chien prodige / Magoo, homme de l'espace (McBarker, the Wonder Dog / Spaceman Magoo)
14. Titre français inconnu / Magoo millionnaire (Jungleman Magoo / Millionaire Magoo)
15. Titres français inconnus (Magoo's Driving Test / Shutterbug Magoo)
16. Titre français inconnu / Magoo agent secret (Rip Van Magoo / Secret Agent Magoo)

## Produits dérivés (France)

### DVD
- Mister Magoo : L'intégrale en 32 épisodes (coffret de 5 DVD de 30 épisodes) - Paru le 13 juin 2006, Éditeur : Studio Zylo. Bien qu'annoncée en tant qu'intégrale, deux épisodes sont manquants. (ASIN B000FUM13E).

### BD et magazines
- Mister Magoo, magazine Télé Junior, 1978 à 1983, dessins de Christian Godard.
- Une semaine de la vie prodigieuse et exaltante de Mister Magoo, Hachette, dessins de Christian Godard),  (ISBN 2-01-001512-6).